# Michal Švec
Michal Švec (Prága, 1987. március 19. –) cseh válogatott labdarúgó.

## Mérkőzései a cseh válogatottban
| #  | Dátum              | Ellenfél                | Eredmény         | Kiírás                              | Esemény |
| -- | ------------------ | ----------------------- | ---------------- | ----------------------------------- | ------- |
| 1. | 2009. november 15. | Egyesült Arab Emírségek | 0 – 0 (t.e.:2-3) | UAE International Cup-elődöntő      |         |
| 2. | 2009. november 18. | Azerbajdzsán            | 0 – 2            | UAE International Cup-bronzmérkőzés | 75'     |

## Sikerei, díjai
Győri ETO
- NB I (1): 2012–13